# Eduarda Ribera
Eduarda "Duda" Westemaier Ribera (Jundiaí, 21 de novembro de 2004) é uma esquiadora cross-country brasileira.

## Biografia e carreira
Ribera é natural de Jundiaí, em São Paulo. Ela é irmã do esquiador paralímpico Cristian Ribera que é dois anos mais velho que ela. Sua família é de Rondônia e se mudou para Jundiaí, para o tratamento de saúde de Cristian, que nasceu com artrogripose múltipla congênita.
Ribera começou no esporte através do esqui com rodas, como quase todos os atletas de cross-country de países que não têm neve. Ela competiu no Jogos Olímpicos de Inverno da Juventude de 2020, realizados em Lausanne, na Suíça, tendo terminado na 72.ª colocação no sprint e na 73.ª no cross-country.
Ela representou o Brasil nos Jogos Olímpicos de Inverno de 2022, realizados em Pequim, na China, tendo sido convocada de última hora para substituir Bruna Moura que sofreu um grave acidente de carro. Ela terminou na 88.ª colocação na prova de velocidade indivicual femininia e na 90.ª colocação na prova de 10 km clássico feminino.